# Groeve van de Scheve Spar II

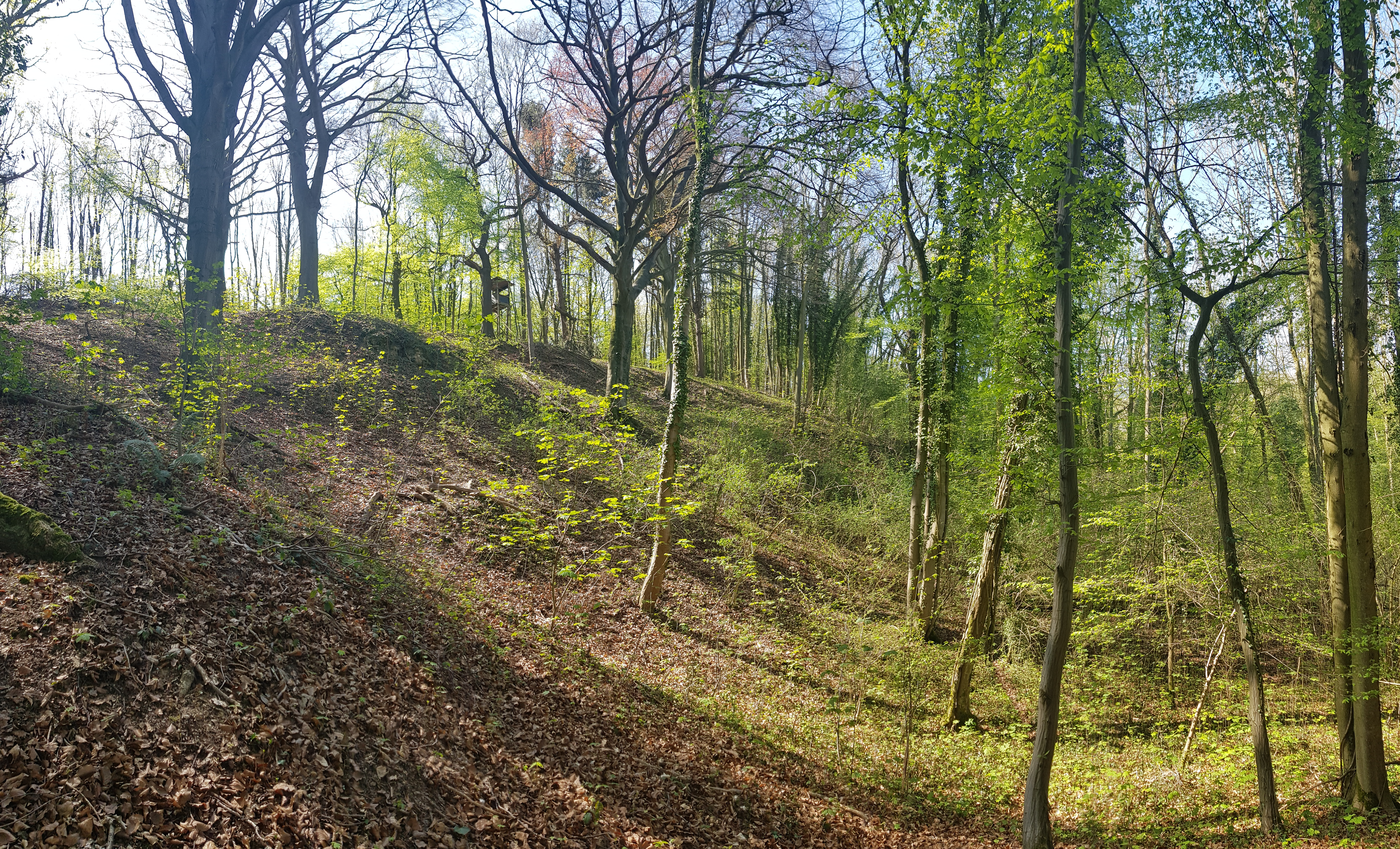
locatie van de Groeve van de Scheve Spar II

De Groeve van de Scheve Spar II, Groeve Scheve Spar Noord of Groeve Noordelijk van Scheve Spar is een Limburgse mergelgroeve in de Nederlandse gemeente Valkenburg aan de Geul in Zuid-Limburg. De ondergrondse groeve ligt ten zuidoosten van Valkenburg in het oostelijk deel van het hellingbos Sint-Jansbosch op de noordoostelijke rand van het Plateau van Margraten in de overgang naar het Geuldal. Ter plaatse duikt het plateau een aantal meter steil naar beneden.
Op ongeveer 275-300 meter naar het noordwesten liggen de Sint-Jansboschgroeve I, II, III, IV en V, op 170 meter naar het zuidwesten bevindt zich de Groeve van de Scheve Spar I en op ongeveer 275 naar het oosten de Groeve Gerendal.

## Geschiedenis
Van de 17e tot de 19e eeuw werd de groeve door blokbrekers ontgonnen voor de winning van kalksteen.

## Groeve
De groeve heeft een oppervlakte van ongeveer 78 vierkante meter. Mogelijk is de groeve alleen bovengronds ontgonnen.
De ingang van de groeve is ingestort en volgestroomd met grond.

## Geologie
De groeve is uitgehouwen in de Kalksteen van Gronsveld, vlak onder de Horizont van Schiepersberg.